# Lindy West
Lindy West (9 maart 1982) is een Amerikaanse schrijfster, stand-upcomedian en activiste. Ze is de auteur van de essaybundel Shrill: Notes from a Loud Woman en schrijver van opiniestukken bij The New York Times. Ze schrijft onder meer over feminisme, popcultuur en de 'fat acceptance movement’.